# 104.ª Brigada Mixta (Ejército Popular de la República)
La 104.ª Brigada Mixta fue una unidad del Ejército Popular de la República creada durante la Guerra Civil Española. A lo largo de la contienda actuó en los frentes de Extremadura, Aragón y Cataluña.

## Historial
La unidad fue creada en marzo de 1937 en Gandía y Alcoy a partir de reemplazos de 1932 a 1935. En la fase de instrucción el mando de la brigada recayó en el teniente coronel de infantería Luis Fernández Ortigosa, pasando posteriormente al comandante de infantería Manuel Santana Izquierdo. Algún tiempo después la 104.ª BM se integró en la 36.ª División del VII Cuerpo de Ejército, en el frente de Extremadura, cubriendo el sector que iba desde el río Algodor hasta la población de Covisa.
Poco después de su llegada al frente el comandante Santana se pasó a la zona franquista, siendo sustituido temporalmente por el comandante de infantería Hernando Liñán Castaño, sucediéndose posteriormente varios mandos. Destacada en primera línea del frente durante varios meses, no llegó a tomar parte en acciones militares de importancia; a finales de año la 104.ª BM pasaría a la reserva general el Ejército de Extremadura.
En marzo de 1938 fue enviada al frente de Aragón, como refuerzo ante la ofensiva franquista que se había desencadenado en este frente. Quedó agregada a la recién creada división «Extremadura», si bien una vez llegó al sector de Caspe-Chiprana hubo de retirarse junto al resto de unidades republicanas. Hacia el 26 de marzo la 104.ª BM se encontraba situada en el sector que iba desde Benabarre a Tremp. El 19 de abril fue agregada a la 24.ª División, aunque poco después —el día 30— sería agregada a la 31.ª División. Al comienzo de la campaña de Cataluña la 104.ª BM mantenía sus posiciones en Coll de Nargó, aunque no tardó en ser sustituida por la 135.ª Brigada mixta; tras esto pasó a Boixols, donde el 2 de enero de 1939 cedió sus posiciones a la 218.ª Brigada Mixta. No se tienen noticias posteriores sobre su actuación.

## Mandos
Comandantes
- Teniente coronel de infantería Luis Fernández Ortigosa;[1]
- Comandante de infantería Manuel Santana Izquierdo;
- Comandante de infantería Hernando Liñán Castaño;
- Mayor de milicias Modesto Rodríguez Requena;
- Mayor de milicias Pascual Saura;
- Mayor de milicias José Montero Rodelgo;[6]

Comisarios
- José López Bobadilla, de la CNT;[7]